# Tajbe Jussein
Tajbe Jussein Mustafa (bulgarisch Тайбе Юсеин Мустафа; * 4. Mai 1991 in Kubrat, Oblast Rasgrad) ist eine bulgarische Ringerin. Sie wurde 2018 Weltmeisterin in der Gewichtsklasse bis 62 kg Körpergewicht und gewann 2021 bei den Olympischen Spielen in Tokio die Bronzemedaille in derselben Klasse. 2018, 2019 und 2022 erlangte sie zudem Europameister-Titel in der 62-kg-Klasse.

## Werdegang
Tajbe Jussein, eine Angehörige der türkischen Minderheit in Bulgarien, begann als Jugendliche im Jahre 2004 mit dem Ringen. Sie gehört dem Sportclub Lewski Sofia an und wird hauptsächlich von Sawa Sawow trainiert. Die 1,62 Meter große Athletin startete in ihrer bisherigen Laufbahn als Erwachsene in Gewichtsklassen zwischen 59 kg und 63 kg.
Ihr Debüt auf der internationalen Ringermatte gab Tajbe Jussein bereits als Juniorin (Kadettin) im Jahre 2006. Sie nahm in diesem Jahr an der Junioren-Europameisterschaft der Kadetten in Istanbul teil und gewann in der Gewichtsklasse bis 56 kg gleich eine Bronzemedaille. Auch in den folgenden Jahren startete sie im Juniorenbereich regelmäßig bei den internationalen Meisterschaften. Der größte Erfolg, den sie dabei erzielte, war der Sieg bei der Junioren-Weltmeisterschaft 2011 in Bukarest in der Gewichtsklasse bis 63 kg. Im Finale bezwang sie dabei Aline Focken aus Deutschland. Insgesamt gewann Tajbe Jussein in diesem Altersbereich bei acht internationalen Meisterschaften, an denen sie teilnahm, sieben Medaillen.
Bei den Damen gab sie ihren Einstand bei der Weltmeisterschaft 2009 im dänischen Herning. In der Gewichtsklasse bis 59 kg unterlag sie dort allerdings gleich in der ersten Runde und kam nur auf den 25. Platz. Im April 2010 gewann Tajbe Jussein dann bei der Europameisterschaft der Damen in Baku in der Gewichtsklasse bis 59 kg die Silbermedaille. Auf dem Weg zu diesem Erfolg besiegte sie mit Hanna Wassylenko, Ukraine, Natalja Smirnowa, Russland und Marianna Sastin, Ungarn, drei internationale Spitzenringerinnen. Den Endkampf verlor sie knapp gegen Sona Əhmədli aus Aserbaidschan. Kein Glück hatte sie jedoch wieder bei der Weltmeisterschaft im Oktober 2010 in Moskau, denn sie verlor dort in der gleichen Gewichtsklasse ihren ersten Kampf gegen Blessing Oborududu aus Nigeria. Da diese das Finale nicht erreichte, schied sie aus und kam nur auf den 19. Platz.
2011 war Tajbe Jussein bei vier internationalen Meisterschaften am Start, zweimal bei den Juniorinnen und zweimal bei den Damen. In Hinblick auf die Olympischen Sommerspiele 2012 in London startete sie bereits in diesem Jahr in der Gewichtsklasse bis 63 kg, da diese Gewichtsklasse im Gegensatz zur Gewichtsklasse bis 59 kg olympisch war. Im März 2011 wurde sie in Dortmund wiederum Vize-Europameisterin bei den Damen, da sie den Endkampf gegen Julija Ostaptschuk aus der Ukraine verlor. Bei der Weltmeisterschaft der Damen in Istanbul siegte sie über Gosal Sutowa aus Aserbaidschan, verlor dann aber überraschend gegen Gloria Josefina Zavala Lugo aus Venezuela, womit sie ausschied und den 13. Platz belegte.
Im April und Mai 2012 versuchte sich Tajbe Jussein vergebens bei Turnieren in Sofia, Taiyuan (China) und Helsinki für die Teilnahme an den Olympischen Sommerspielen in London zu qualifizieren. Die Spiele fanden also ohne sie statt. Sie konnte aber an der nach diesen Spielen im September 2012 im kanadischen Strathcona County stattfindenden Weltmeisterschaften starten und kämpfte sich dort in der Gewichtsklasse bis 63 kg mit Siegen über Monika Ewa Michalik, Polen, Justine Bouchard, Kanada und Elena Schalygina, Kasachstan, bis in das Finale, in dem sie gegen Elena Pirozhkova aus den Vereinigten Staaten unterlag. Sie wurde damit erstmals Vize-Weltmeisterin bei den Damen.
Bei den Weltmeisterschaften 2013 wechselte Jussein zurück in die Gewichtsklasse bis 59 kg. Dort erreichte sie das Finale, in dem sie sich Marianna Sastin geschlagen geben musste und damit ihren Vorjahreserfolg der Vize-Meisterschaft wiederholte. 2014 holte sie sowohl bei den Weltmeisterschaften, als auch bei den Europameisterschaften eine Bronzemedaille in der Klasse bis 60 kg.
Tajbe Jussein nahm 2015 erstmals an den Europaspielen teil. In der Klasse bis 60 kg konnte sie eine Bronzemedaille gewinnen. Im selben Jahr erreichte sie erneut bei den Weltmeisterschaften einen dritten Platz. Damit qualifizierte sie sich für die Olympischen Spiele in Rio de Janeiro im Folgejahr. Bei diesen verlor sie im Mittelgewicht-Wettkampf ihren Auftaktkampf gegen die US-Amerikanerin Elena Pirozhkova, schied aus und belegte Rang 13.
Bei den Europameisterschaften 2018 wurde sie Meisterin in der Klasse bis 62 kg und wiederholte diesen Erfolg 2019. Bei den Europaspielen 2019 war sie weniger erfolgreich und gelegte lediglich Rang 5 in der 62-kg-Klasse. In dieser Klasse wurde sie bei den Weltmeisterschaften desselben Jahres erneut Vize-Meisterin.
2021 gewann sie bei den Olympischen Spielen in Tokio die Bronzemedaille in der Gewichtsklasse bis 62 kg. Auf dem Weg zur Medaille musste sie sich lediglich der späteren Olympiasiegerin Yukako Kawai aus Japan geschlagen geben.
Bei den Ringer-Europameisterschaften 2022 in Budapest errang Jussein ihren dritten EM-Titel in der Gewichtsklasse bis 62 kg. Dabei besiegte sie im Finale Luisa Niemesch aus Deutschland.